# 丁善慶
丁善慶，湖南善化縣人，清朝政治人物，進士出身。
道光三年（1823年），登進士，改庶吉士。道光十六年七月二十八（1836年9月8日），由右中允调任廣西學政。次年八月初二（1837年9月1日），命留任。